# Graderia
Graderia là một chi thực vật thuộc họ Orobanchaceae. Some species thuộc chi are:
- Graderia fruticosa, Balf.f.
- Graderia subintegra Mast.